# کوب کورنر (ویرجینیا)
کوب کورنر (به انگلیسی: Cobbs Corner) یک منطقهٔ مسکونی در ایالات متحده آمریکا است که در شهرستان فرفکس، ویرجینیا واقع شده‌است.